# Khemradj Kanhai
Khemradj Kanhai (Paramaribo, 4 juni 1912 – Amsterdam, 26 november 1988) was een Surinaams politicus van de VHP.

## Biografie
Hij studeerde boekhouding maar zakte voor het examen. Hij ging als winkelklerk werken bij Sauwma en werd vervolgens actief in zowel de groot- als kleinhandel. Hij was ook bestuurslid van de Kamer van Koophandel. Kanhai was verder bestuurslid van de Hindoe Partij die in 1949 opging in de VHP waar hij penningmeester werd. Bij de verkiezingen van 1951 gingen de twee zetels in de Staten van Suriname voor het district Nickerie naar de VHP'ers Oedayrajsing Varma en Kanhai. Beide werden in 1955 herkozen maar bij de verkiezingen in 1958 verloren de VHP-kandidaten S. Rambaran Mishre en K. Kanhai in dat district van de NOP-kandidaten D. Poetoe en J.S. Kolhoe.In 1974 verhuisde hij naar Amsterdam waar hij in 1988 op 76-jarige leeftijd overleed.